# Aitarak
Die Aitarak war eine der gefürchtetsten pro-indonesischen Milizen während der Unruhen von 1999 im indonesisch besetzten Osttimor. Sie erlangte sehr große öffentliche Aufmerksamkeit, da sie die wichtigste Miliz im Distrikt der Hauptstadt Dili war. Ohne sich darum zu scheren, beging sie vor den Augen der internationalen Presse ihre Verbrechen. Sie wird für mehrere Massaker, Morde und Vergewaltigungen verantwortlich gemacht. Das indonesische Wort Aitarak bedeutet zu deutsch Dorn. Die Miliz hatte 1521 registrierte Mitglieder.
Ursprünglich war die Miliz unter dem Namen Gardapaksi 1994 gegründet worden. Im Januar 1999 ernannte Generalmajor Adam Damiri den Osttimoresen Eurico Guterres zum Chef der Miliz und übergab ihm 50 Millionen Rupiah (damals etwa 5000 US-Dollar) zum Wiederaufbau der Organisation Als Gegenleistung für den paramilitärischen Dienst, gewährte sie ihren Mitgliedern billige Darlehen für die Gründung kleiner Geschäfte. Das indonesische Militär unterstützte die Miliz tatkräftig. Sie wurde von der Armee militärisch ausgebildet und mit Ausrüstung versorgt.
Guterres plante mit der nun in Aitarak umbenannten Miliz, in Zusammenarbeit mit der indonesischen Armee und Polizei, die gesamte Destabilisierungskampagne im Vorfeld des Unabhängigkeitsreferendum in Osttimor am 30. August.
Am Kirchenmassaker von Liquiçá vom 6. April 1999 und dem Angriff auf das Haus von Unabhängigkeitsführer Manuel Carrascalão am 17. April war die Aitarak ebenso beteiligt, wie an der Attacke auf die Residenz von Bischof Belo am 6. September, wohin sich 5000 Zivilisten geflüchtet hatten, und an dem Kirchenmassaker von Suai. Auch bei den Vertreibungen von Osttimoresen war die Aitarak aktiv.
Die Milizen in Osttimor waren äußerst rücksichtslos im Kampf gegen die Unabhängigkeitsbefürworter. Oft kannten sie ihre Opfer ihr ganzes Leben lang und waren Nachbarn. Die genaue Anzahl der Opfer der Aitarak ist unbekannt, aber Schätzungen gehen klar in die Hunderte. In mehreren Fällen beeinflussten sie auch andere Milizen in anderen Teilen Osttimors über die Guterres Kontrolle hatte.
Eurico Guterres wurde am 27. November 2002 vom Menschenrechtsgerichtshof in Jakarta zu zehn Jahren Haft verurteilt. Im Mai 2006 trat Eurico Guterres schließlich seine zehnjährige Haftstrafe an. Er wurde von über 1000 Anhängern in Kupang mit einer katholischen Messe verabschiedet. Dabei beschuldigte Guterres Indonesien, ihn zum Sündenbock für die Gewalt in Osttimor zu machen. Die Regierung behandle ihn unfair, da sie ihn ins Gefängnis, führende Militärs und Polizeioffiziere, die größere Verantwortung trügen, aber ohne Strafe davonkommen lasse. Als Krieger sei er allerdings bereit, für „rot und weiß“ (die Farben der indonesischen Flagge) ins Gefängnis zu gehen. Guterres wurde in Jakartas Hochsicherheitsgefängnis Cipinang gebracht. Ironischerweise wurde hier zuvor Xanana Gusmão gefangen gehalten, Freiheitskämpfer und späterer Präsident Osttimors. Im April 2008 wurde Eurico Guterres aufgrund neuer Zeugenaussagen vom Obersten Gerichtshof wieder freigesprochen und freigelassen.
Mateus Carvalho, Chef der Aitarak in Dili, behauptete bei seiner Vernehmung durch die Wahrheits- und Freundschaftskommission 2007, die Gewalt nach dem Referendum sei nicht durch die indonesische Armee begangen worden, sondern infolge der Emotionen geschehen. Auch indonesische Regierung und Armee bestreiten, jegliche Kontrolle über die Milizen gehabt zu haben, doch reguläre Streitkräfte waren bei nahezu allen Hauptzwischenfällen anwesend und angeblich teilweise daran beteiligt.

## Belege
- Office of the Deputy General Prosecutor for Serious Crimes Timor-Leste - Artikel zur Verurteilung von acht Aitarak-Mitgliedern (englisch) (Memento vom 4. Juli 2007 im Internet Archive) (PDF-Datei; 23 kB)
- BBC-Bericht zur Aitarak (englisch)
- Human Rights Watch über die osttimoresischen Milizen (deutsch) (Memento vom 14. November 2008 im Internet Archive)